# 레오나르도 실라우렌
레오나르도 실라우렌 우리아르테(바스크어: Leonardo Cilaurren Uriarte leonardo ṣilauren uriarte; 1912년 11월 5일, 바스크 주 바수르토-소로차 ~ 1969년 12월 9일, 마드리드 주 마드리드)는 스페인의 국가대표 축구 선수로, 미드필더로서 1929년부터 1945년까지 스페인, 아르헨티나, 우루과이, 그리고 멕시코 무대에서 활약했다.

## 경력

### 클럽 경력
실라우렌은 바스크 주 빌바오 출신으로, 스페인 내전이 발발해 현역 활동을 중단하기 전까지 실라우렌은 아레나스 게초와 아틀레틱 빌바오에서 활약하였다. 아틀레틱 소속으로, 그는 1933년에 코파 델 레이를 우승했고, 1933-34 시즌에는 라 리가를 우승했다.
1938-39 시즌, 그는 멕시코 리그의 에우스카디(바스크 유랑단) 선수로 뛰었다. 1939년, 그는 아르헨티나의 리버 플레이트에 입단해 19경기를 출전해 3골을 기록했다. 그는 이후 우루과이의 페냐롤로 갔다가 1943년에 에스파냐에 입단하면서 다시 멕시코 리그를 뛰게 되었고, 1943-44 시즌에는 리그를 , 1944-45 시즌에는 코파 MX를 우승했으며, 1944년과 1945년에는 멕시코 슈퍼컵을 우승했다.

### 국가대표팀 경력
실라우렌은 1931년과 1935년 사이에 스페인 국가대표팀 경기에 14번 출전하였고, 1934년 FIFA 월드컵에도 참가했다. 1937년부터 1939년까지, 그는 유럽과 아메리카 대륙을 일주한 바스크 국가대표팀의 일원이었다.

### 일반
- PlayerHistory.com
- BDFA (스페인어)

### 상세
1. ↑  “Leonardo Cilaurren Uriarte”. 《pares.mcu.es》. Secretaría de Estado de Cultura. 2016년 2월 24일에 확인함.
2. ↑  Zamora, Gerson. “El Equipo de futbol Euzkadi en Mexico, 1937-39, page 150” (PDF). Universidad Nacional Autonoma de Mexico. 2016년 1월 23일에 확인함.
3. ↑  Gotzon, Joseba. 《100 Años Seleccion Vasca De Futbol 1915-2015》. Book 3. 156–170쪽.
4. ↑  “CILAURREN”. 《www.athletic-club.eus》. Athletic Club. 2019년 12월 14일에 원본 문서에서 보존된 문서. 2016년 2월 24일에 확인함.
5. ↑  Futuro Pasado (스페인어)
6. ↑  Mexican Super Cup winners at RSSSF
7. 1 2  “Cilaurren, LeonardoLeonardo Zilaurren Uriarte”. 《www.national-football-teams.com》. National Football Teams. 2016년 2월 24일에 확인함.
8. ↑  “Euzdadi”. 《www.euskomedia.org》. Auñamendi Eusko Entziklopedia. 2016년 2월 24일에 확인함.